# Пламен Андреев
Пламен Пламенов Андреев е български футболист, вратар на Расинг Сантандер.

## Кариера
Юноша на Ботев 57, след което преминава в школата на Левски София. Подписва префесионален договор с първия отбор през 2021 г. Своят официален дебют осъществява  на 23 май 2021 г. при победата с 2:1 над отбора на Черно море на стадион Тича.
Носител e на Купата на България през сезон 2021/22. Титуляр във всички мачове през турнира. Постепенно старши треньорът Станимир Стоилов започва да му гласува по-голямо доверие във вътрешното първенство и измества предишния титуляр на поста Николай Михайлов.
През 2022 г. e избран за вицекапитан на отбора на Левски София.
На 11 юни 2023 г. записва 22-я си мач, в който не допуска гол и по този начин подобрява постижението на Димитър Иванков от 21 мача без допуснат гол (през сезон 1998/99).
В началото на сезон 2023/24, под ръководството на новия треньор на тима Николай Костов, вицекапитанската му лента е дадена на Ноа Сонко Сундберг. 

## Национален отбор
Взима участие в юношеските (до 17 и 19г.) и младежките (до 21г.) гарнитури на Националния отбор на България. 
На 30 май 2023 г. националният селекционер Младен Кръстаич го повиква за мачовете с Литва и Сърбия за квалификациите за Европейското първенство по футбол 2024, в които остава резерва за сметка на Иван Дюлгеров.

## Успехи
Левски София
- Купа на България (1): 2022